# جوفان لوكيتش
جوفان لوكيتش هو لاعب كرة قدم صربي في مركز الهجوم، ولد في 22 سبتمبر 1997 في كراغوييفاتس في صربيا. لعب مع رادنيتشكي 1923 ‏.

## وصلات خارجية
- جوفان لوكيتش على موقع قاعدة بيانات كرة القدم.إي يو (الإنجليزية)
- جوفان لوكيتش على موقع Soccerway.com (الإنجليزية)